# Estación Saint-Jean-de-Luz - Ciboure
La estación de San Juan de Luz - Ciboure (en francés: gare de Saint-Jean-de-Luz - Ciboure) es una estación ferroviaria francesa de la línea Burdeos-Irún, situada en la comuna de San Juan de Luz, en el departamento de los Pirineos Atlánticos, en la región de Aquitania cerca de España. Por ella circulan tanto trenes de alta velocidad, como de grandes líneas, media distancia y regionales. 

## Descripción
A pesar del gran volumen de tráfico que soporta, es una pequeña estación compuesta únicamente por dos andenes laterales y dos vías. 

## Servicios ferroviarios

### Alta Velocidad
Los trenes TGV que transitan por la estación permiten enlazar los siguientes destinos:
- Línea Hendaya / Irún  ↔ París / Lille.

### Grandes Líneas
A través de sus Lunéas, la SNCF recorre desde San Juan de Luz - Ciboure:
- Línea Irún ↔ París.
- Línea Irún ↔ Ginebra / Niza.

### Media Distancia
Los trenes Intercités enlazan las siguientes ciudades:
- Línea Irún ↔ Toulouse.
- Línea Hendaya ↔ Burdeos.

### Regionales
Los siguientes trenes regionales circulan por la estación:
- Línea Hendaya ↔ Burdeos.